# マイビジョン
マイビジョン（My Vision）は、1983年に日本物産が開発・製造した家庭用ゲーム機。当初のメーカー希望小売価格は39,800円だったが、後に19,800円とされた。

## 概要
当初、1983年5月9日の販売元は中央産業であったが、途中で1983年12月20日に関東電子（現:シネックスジャパン）も販売するようになった。販売元は異なるものの日本物産が主体となって開発した家庭用ゲーム機であり、本体裏やRF端子ケーブル、ACアダプターには同社の「Nichibutsu」ロゴが記載されている。ゲームソフトの開発は日本物産とサードパーティーに関東電子の関連企業だったロジテックが参入し開発を担当した。ゲームソフトのサポートはウチダサービス（現:ウチダエスコ）が担当した。

## ハードウェア
リバーシ、麻雀などボードゲームに絞った家庭用ゲーム機で簡単なキーボードが搭載されており、2台のマイビジョンと通信ケーブルを揃えれば2人対戦プレイができる。画像出力はRF端子出力とビデオ端子出力の2種類が可能で、ゲーム機本体裏にはスピーカーとボリューム調整ダイヤルが付いている。

### 仕様
- CPU：NEC μPD780C （Z80互換）（クロック周波数2.68465MHz）
- VDP：TMS9918A
- RAM：2KB
- VRAM：16KB
- サウンド：AY-3-8910
- インターフェイス
  - RF出力
  - ビデオ出力（サウンド出力は無し）
  - 拡張コネクタ（36ピン）

## ソフトウェア
全ゲームソフト定価4,500円
- マージャン - 日本物産
- 連珠《五目ならべ》  - 日本物産
- 花合わせ《花札》 - ロジテック
- マスターマインド - ロジテック
- 詰将棋 - ロジテック
- リバーシ - ロジテック

## 周辺機器
- 通信ケーブル